# ラモン・ピーターソン
ラモン・ピーターソン（Lamont Peterson、1984年1月24日 - ）は、アメリカ合衆国の元プロボクサー。ワシントンD.C.出身。元WBO世界スーパーライト級暫定王者。元WBA・IBF世界スーパーライト級王者。元WBA世界ウェルター級レギュラー王者。世界2階級制覇王者。
実弟アンソニー・ピーターソンもプロボクサー。兄弟揃って幼少の頃に路上生活を送っていた経験を持つ。

## 来歴

### アマチュア時代
2001年、ナショナル・ゴールデングローブライト級(60kg)優勝。
2002年、全米選手権にライトウェルター級出(63.5kg)で出場、準々決勝でアンドレ・ディレルを破るが、準決勝でロック・アレンに敗退。
2003年、2回戦でマイク・アルバラードを破り全米選手権のライトウェルター級(64kg)で優勝。
2004年、アテネオリンピック国内予選選考会にライトウェルター級(64kg)で出場、決勝でデボン・アレキサンダーを破り勝ち抜くが、国内最終選考会でロック・アレンに敗れ出場権を逃した。

### プロ時代
2004年9月25日、プロデビュー。
2006年2月17日、ホセ・レオ・モレノ（ アメリカ合衆国）とUSNBCスーパーライト級王座決定戦を行い、3-0の判定勝ちを収め王座獲得に成功した。
2007年9月7日、フランキー・サントス（ プエルトリコ）とNABO北米スーパーライト級王座決定戦を行い、6回終了TKO勝ちを収め王座獲得に成功した。
2008年11月1日、レイナード・タイナー（ アメリカ合衆国）とNABF北米スーパーライト級暫定王座決定戦を行い、3-0の判定勝ちで王座獲得に成功した。
2009年4月25日、WBO世界スーパーライト級4位のウィリー・ブレイン（ フランス）とWBO世界スーパーライト級暫定王座決定戦を行い、7回TKO勝ちを収め王座獲得に成功した。
2009年12月12日、WBO世界スーパーライト級正規王者ティモシー・ブラッドリー（ アメリカ合衆国）と団体内王座統一戦を行い、プロ初黒星となる12回0-3（110-118、108-119、107-120）の判定負けを喫し王座から陥落した。
2010年12月11日、ビクター・オルティス（ アメリカ合衆国）と対戦し、1-0（95-93、94-94、94-94）の判定で引き分けた。
2011年7月29日、ビクトル・マヌエル・カージョ（ ドミニカ共和国）とIBF世界スーパーライト級挑戦者決定戦を行い、初回から優勢的に進め12回KO勝ちを収めアミール・カーンへの挑戦権獲得に成功した。
2011年12月10日、ワシントンD.C.のDCアーモリーでWBAスーパー・IBF世界スーパーライト級王者のアミール・カーン（ イギリス）と対戦し、2-1（113-112、113-112、110-115）で判定勝ちを収め王座獲得に成功した。 
2012年5月19日、カーンと再戦する予定だったが、試合前のドーピング検査によりピーターソンから合成テストステロンが検出され試合中止となった。試合前のドーピング検査はピーターソンからカーンへ要請したものだったが、結果的にピーターソン自身のドーピング違反が判明することとなってしまった。ピーターソンは正当な医療行為として2011年11月にテストステロンを摂取したと主張したが、テストステロンを使用する旨を事前に届出をしていなかった。これによりピーターソンが保持していたWBA世界スーパーライト級スーパー王座は剥奪されたが、IBF世界スーパーライト級王座は剥奪されることはなかった。
2012年7月11日、WBAから休養王座に認定されたがその年の12月に剥奪された。
2013年2月22日、DCアーモリーで元WBO世界スーパーライト級王者でIBF世界スーパーライト級3位のケンドール・ホルト（ アメリカ合衆国）と対戦し、8回1分42秒TKO勝ちを収め初防衛に成功した。
2013年5月18日、ニュージャージー州アトランティックシティのボードウォーク・ホールでWBC世界スーパーライト級暫定王者のルーカス・マティセー（ アルゼンチン）とノンタイトル12回戦で対戦するが、スーパーライト級の制限体重140ポンドを超えたキャッチウェイトであったためノンタイトル戦と発表されていたが、試合後マティセーのWBC王座は防衛回数がカウントされるという不可解な事が起きた。試合は3回2分14秒TKO負けを喫した。
2014年1月25日、DCアーモリーでIBF世界スーパーライト級1位のディエリー・ジャン（ カナダ）と対戦し、3-0（115‐113、116‐112、118‐111）の判定勝ちを収め2度目の防衛に成功した。
2014年8月9日、ニューヨークのバークレイズ・センターでダニー・ガルシアVSロッド・サルカの前座で、IBF世界スーパーライト級13位のエドガル・サンタナ（ プエルトリコ）と対戦し、10回2分48秒TKO勝ちを収め3度目の防衛に成功した。
2015年1月9日、ゴールデンボーイ・プロモーションズからプロモート権を破棄されたことで、同プロモーションから離脱した。
2015年4月11日、バークレイズ・センターでWBA・WBC世界スーパーライト級王者のダニー・ガルシア（ アメリカ合衆国）と143ポンド契約のノンタイトル12回戦を行い、0-2（114-114、113-115、113-115）の判定負けを喫した。 なお王座は懸けられなかったが、試合前にIBFがピーターソンが敗れた場合には王座を剥奪すると通告していたため、ピーターソンはIBF王座を剥奪された。
2015年10月17日、バージニア州フェアファックスのイーグルバンク・アリーナでフェリックス・ディアス（ ドミニカ共和国）とノンタイトル12回戦を行い、2-0（114-114、116-112、117-111）の判定勝ちを収め再起を飾った。
2016年1月12日、WBCはWBC世界ウェルター級5位のアンドレ・ベルトとWBC世界ウェルター級挑戦者決定戦を行うよう指令を出した。
2017年2月18日、オハイオ州シンシナティのザビエル大学構内にあるシンタス・センターでエイドリアン・ブローナーVSアドリアン・グラナドスの前座で、WBA世界ウェルター級レギュラ王者のダビッド・アバネシヤンと対戦し、12回3-0（115-113、2者が116-112）の判定勝ちを収め2階級制覇を達成した。
2017年10月3日、WBA世界ウェルター級レギュラー王座を返上した。
2018年1月20日、バークレイズ・センターでIBF世界ウェルター級王者のエロール・スペンス・ジュニアと対戦し、ピーターソンが7回終了時に棄権しTKO負けとなり王座獲得に失敗した。
2019年3月24日、1年2ヶ月ぶりの試合をメリーランド州オクソン・ヒルのMGMナショナル・ハーバーでセルゲイ・リピネッツと対戦し、10回TKO負けを喫すると、試合後に引退を発表した。
2023年1月7日、引退を撤回して約4年ぶりの試合でマイケル・オグンドと対戦し、4回TKO負けを喫した。

## 獲得タイトル
- USNBCスーパーライト級王座
- NABO北米スーパーライト級王座
- NABF北米スーパーライト級暫定王座
- WBO世界スーパーライト級暫定王座（防衛0）
- WBA世界スーパーライト級スーパー王座（防衛0=剥奪）
- IBF世界スーパーライト級王座（防衛3）
- WBA世界ウェルター級レギュラー王座（防衛0=返上）